# Adobe Walls
Adobe Walls (de l'anglais signifiant littéralement « murs en adobe »), ainsi nommé au XIXe siècle, car n'y était plus visible que les ruines de murs en adobe d'un ancien trading post espagnol, est situé au Texas, à l'est de la piste de Santa Fe, à l'ouest du plateau de Llano Estacado et au sud de la Canadian River.
Le lieu se trouvait sur la route migratoire des bisons, dans la région connue de nos jours sous le nom de Texas Panhandle (« queue de poêle » du Texas), dans le comté de Hutchinson. Vers 1845-1846, une nouvelle construction vit le jour, appelée Fort Adobe, une nouvelle structure carrée d'une trentaine de mètres de côté. Une dizaine d'années plus tard, le fort fut remplacé par un trading post tenu par des commerçants venant de Dodge City au Kansas. Ce lieu fut le théâtre de deux fameuses batailles (Première bataille d'Adobe Walls et Seconde bataille d'Adobe Walls) en 1864, puis en 1874, qui opposèrent à chaque fois les colons américains aux Indiens. En 1923, des recherches archéologiques eurent lieu sur le site qui est aujourd'hui classé au Registre national des lieux historiques.